# Viola de Teschen
Viola de Teschen, cunoscută mai târziu sub numele de Elisabeta (în poloneză Wiola Elżbieta cieszyńska, în cehă Viola Alžběta Těšínská, în germană Viola Elisabeth von Teschen;n. 1290 – d. 21 septembrie 1317, Boemia, Cehia), aparținând Casei Piast, a fost regină a Boemiei, a Poloniei și a Ungariei, prin căsătoria cu Venceslau al III-lea al Boemiei.

## Biografie
Viola a fost fiica ducelui Mieszko I de Teschen, și a soției sale, Grzymisława (numele și originea mamei nu au fost cu certitudine stabilite). Ea a primit numele străbunicii ei paterne, Viola, soția ducelui Cazimir I de Opole.

### Prima căsătorie
Viola s-a căsătorit cu Venceslau al III-lea, regele Boemiei și al Poloniei, pe 5 octombrie 1305 la Brno. Motivele căsătoriei nu sunt clare. Deși cronicarii au descris ulterior cât de frumoasă era Viola, tatăl ei, ducele Mieszko I, a fost doar unul dintre vasalii regelui Venceslau al III-lea deci din punct de vedere al rangului căsătoria era inegală. Motivul principal nu a fost frumusețea ei, ci probabil poziția strategică a ducatului Cieszyn (Teschen) între Regatul Boemiei și cel al Poloniei. La patru zile după nuntă (pe 9 octombrie), Venceslau al III-lea a anulat logodna de lungă durată cu prințesa Elisabeta de Töss, fiica regelui Andrei al III-lea al Ungariei, renunțând astfel la pretenția sa la coroana ungară.
După căsătorie Viola a luat numele Elisabeta. Relația celor doi soți nu a fost una fericită, pe de-o parte datorită vieții libertine a regelui și pe de altă parte datorită opoziției nobilimii boeme, care considera această căsătorie nepotrivită ca rang unui rege al Boemiei. Zece luni mai târziu, pe 4 august 1306, regele Venceslau al III-lea a fost ucis la Olomouc în circumstanțe neclare, iar Viola a devenit văduvă la cincisprezece ani. Probabil datorită vârstei soților, din această căsătorie nu au rezultat copii.
Tânăra văduvă a rămas la Praga în compania altor trei tinere care au devenit ulterior regine: Elisabeta Richza (18 ani), Anna Přemyslovna (16 ani) și Elisabeta Přemyslovna (14 ani), ultimele două fiind cumnatele Violei, surorile lui Venceslau al III-lea. Mai târziu, Viola s-a aflat des în Moravia locuind în orașele primite de ea ca văduvă.

### A doua căsătorie
Noua regină a Boemiei, Elisabeta Přemyslovna, și soțul ei, Ioan de Luxemburg, doreau să-l câștige de partea lor pe puternicul nobil Petru I de Rosenberg, care era logodit cu fiica lui Henric de Lipá. Curând după arestarea lui Henric de Lipá, Petru I a anulat logodna și s-a aliat cu regele Boemiei. Acesta, pentru a-și consolida legătura cu noul său aliat, i-a oferit căsătoria cu regina văduvă, Viola. Căsătoria a avut loc în 1316, dar fiind una foarte scurtă, cei doi nu au avut copii. Viola a murit în anul următor pe 21 septembrie și a fost înmormântată în cripta familiei Rosenberg din Mănăstirea Vyšší Brod.